# 熊大仕
熊大仕（1900年—1987年），男，江西南昌人，中国兽医寄生虫学家及学科奠基人，兽医教育先驱者。北京农业大学教授。

## 生平
1900年生于南昌。1914年被选入北京清华学堂留美预备班学习。1923年赴美国爱荷华州立大学兽医学院留学。1927年毕业，1930年发表《马属动物结肠纤毛虫的研究》博士论文，首次将马属动物结肠纤毛虫修编归类，论述了25个属，51个种。其中有3个新属和16个新种。
1930年回国，任南开大学生物系教授，兼任系主任。1935年赴四川省工作。历任中央大学兽医系教授、四川省农业改进所技正兼畜牧兽医组主任、家畜保育所技正兼兽医科主任等职。抗日战争胜利后，任北京大学农学院兽医系教授兼系主任。1949年中华人民共和国成立后，在北京农业大学工作。历任兽医系教授兼系主任和家畜寄生虫学教研组主任，校学术委员会副主任等职。
从1954年开始，熊大仕对家畜结节虫进行了系统研究，在中国各地牧场、屠宰场和高等农林学校采集标本，1955年11月完成关于结节虫的论文。其中在兰州鉴定绵羊寄生虫标本时，还发现了一个新种“甘肃结节虫”，为世界寄生虫学研究增加了新的内容。他还从事马属动物寄生线虫、反刍动物寄生线虫、猪肾虫和鸡球虫方面的研究。
之后曾任农业部第一届学术委员会委员，中国农学会常务理事，教育部国家教育委员会畜牧专业组成员，中国畜牧兽医学会副理事长、名誉理事长，《中国兽医杂志》主编，北京市科协副主席。1987年3月27日因病在京逝世。

## 遗产
熊大仕于1986年慷慨地捐献了11000余元的积蓄，用于发展兽医教育事业。同年，北京农业大学决定把这笔款设为熊大仕奖学金，用于奖励有志于兽医事业且品学兼优的学生。